# Paveleckaja-Radial'naja
Paveleckaya in russo Павелецкая?, anche conosciuta come Paveleckaja-Radial'naja, è una stazione della Metropolitana di Mosca situata sulla Linea Zamoskvoreckaja. Fu inaugurata nel 1943 e fu progettata da S.V. Lyashchenko e E.S. Demchenko. Paveleckaja presenta alti pilastri in marmo bianco decorati con il simbolo di falce e martello e un alto soffitto ad archi; le mura sono ricoperte da marmo bianco. La costruzione originale era a pilastri, secondo lo stile della Metropolitana di Londra, ma nel 1953 fu ricostruita secondo il design attuale. La stazione si trova a 33,5 metri di profondità.
Paveletckaja dovette essere parzialmente ricostruita dopo un devastante incendio su un treno nel 1987, durante il quale parti della stazione furono gravemente danneggiate anche se, fortunatamente, nessuno rimase ferito.

## Interscambi
Da questa stazione è possibile effettuare il trasbordo a Paveleckaja, sulla Linea Kol'cevaja. La stazione offre anche l'interscambio con la stazione ferroviaria Paveleckij; da qui esiste anche un treno espresso che collega la stazione con l'Aeroporto Internazionale Domodedovo.